# Litouwen op het Eurovisiesongfestival 2020
Litouwen zou deelnemen aan het Eurovisiesongfestival 2020 in Rotterdam, Nederland. Het zou de 21ste deelname van het land aan het Eurovisiesongfestival geweest zijn. LRT was verantwoordelijk voor de Litouwse bijdrage voor de editie van 2020.

## Selectieprocedure
Traditiegetrouw koos de Litouwse openbare omroep voor een nationale preselectie om diens act voor het Eurovisiesongfestival te selecteren. Geïnteresseerden kregen van 30 september tot 8 december 2019 de tijd om zich kandidaat te stellen. LRT ontving meer dan 60 kandidaturen en selecteerde er 36 van voor deelname aan de nationale voorronde.
Er werden drie voorrondes georganiseerd, met telkens twaalf deelnemers. Uit elke voorronde stootte de top zes door naar de halve finales. De punten werden voor de helft verdeeld door een vakjury en voor de andere helft door het grote publiek via televoting. In geval van een gelijkstand kreeg de favoriet van de vakjury voorrang. In elke halve finale zouden negen artiesten aantreden (Evgenya Redko trok zich terug uit de tweede halve finale vanwege rugklachten). De top vier plaatste zich voor de finale.
De grote finale vond plaats op 15 februari 2020. Uiteindelijk ging The Roop met de zegepalm aan de haal met On fire.

## Eurovizijos 2020

### Voorrondes
11 januari 2020
| Plaats | Artiest              | Lied           | Jury | Publiek | Totaal |
| ------ | -------------------- | -------------- | ---- | ------- | ------ |
| 1      | Monika Marija        | If I leave     | 12   | 12      | 24     |
| 2      | Baltos Varnos        | Namų dvasia    | 10   | 10      | 20     |
| 3      | Meandi               | Drip           | 10   | 8       | 18     |
| 4      | Gabrielius Vagelis   | Tave čia randu | 7    | 6       | 13     |
| 5      | Andy Vaic            | Why why why    | 5    | 7       | 12     |
| 6      | Petunija             | Show ya        | 6    | 5       | 11     |
| 7      | Aika                 | Paradas        | 4    | 4       | 8      |
| 8      | Glossarium           | Game over      | 4    | 2       | 6      |
| 9      | Aistay               | Dangus man tu  | 2    | 3       | 5      |
| 10     | Justinas Lapatinskas | Highway story  | 1    | 0       | 1      |
| 11     | Donata Virbilaitė    | Made of wax    | 0    | 1       | 1      |
| 12     | Lukas Norkūnas       | Atsiprašyk     | 0    | 0       | 0      |

18 januari 2020
| Plaats | Artiest              | Lied                 | Jury | Publiek | Totaal |
| ------ | -------------------- | -------------------- | ---- | ------- | ------ |
| 1      | Moniqué              | Make me human        | 12   | 10      | 22     |
| 2      | Kristina Jure        | My sound of silence  | 6    | 12      | 18     |
| 3      | Rūta Loop            | We came from the Sun | 10   | 7       | 17     |
| 4      | Viktorija Miškūnaitė | The ocean            | 7    | 8       | 15     |
| 5      | Alen Chicco          | Someone out there    | 8    | 6       | 14     |
| 6      | Germanas Skoris      | Chemistry            | 4    | 4       | 8      |
| 7      | Soliaris             | Breath               | 5    | 1       | 6      |
| 8      | Twosome              | Playa                | 0    | 5       | 5      |
| 9      | Antturi              | I gotta do           | 1    | 3       | 4      |
| 10     | Abrokenleg           | Electric boy         | 3    | 0       | 3      |
| 11     | Voldemars Petersons  | Wings of freedom     | 2    | 0       | 2      |
| 12     | Indraya              | You and I            | 0    | 2       | 2      |

25 januari 2020
| Plaats | Artiest             | Lied                    | Jury | Publiek | Totaal |
| ------ | ------------------- | ----------------------- | ---- | ------- | ------ |
| 1      | The Roop            | On fire                 | 12   | 12      | 24     |
| 2      | Aistė Pilvelytė     | Unbreakable             | 8    | 10      | 18     |
| 3      | Kayra               | Alligator               | 7    | 8       | 15     |
| 4      | Evgenya Redko       | Far                     | 10   | 4       | 14     |
| 5      | Rokas Povilius      | Vilnius calling         | 6    | 5       | 11     |
| 6      | The Backs           | Fully                   | 2    | 7       | 9      |
| 7      | Nombeko Augustė     | Reikia man              | 6    | 2       | 8      |
| 8      | Ruslanas Kirilkinas | Soldier's heart         | 4    | 3       | 7      |
| 9      | Bernardas           | Dad, don't be mad at me | 0    | 6       | 6      |
| 10     | Vitalijus Špokaitis | Nemušk savęs            | 3    | 0       | 3      |
| 11     | Justina Žukauskaitė | Breathe in              | 1    | 1       | 2      |
| 12     | Lukas Bartaška      | Where is that change?   | 0    | 0       | 0      |

### Halve finales
1 februari 2020
| Plaats | Artiest              | Lied                 | Jury | Publiek | Totaal |
| ------ | -------------------- | -------------------- | ---- | ------- | ------ |
| 1      | Aistė Pilvelytė      | Unbreakable          | 12   | 10      | 22     |
| 2      | The Roop             | On Fire              | 10   | 12      | 22     |
| 3      | Kayra                | Alligator            | 7    | 8       | 15     |
| 4      | Rūta Loop            | We came from the Sun | 8    | 6       | 14     |
| 5      | Baltos Varnos        | Namų dvasia          | 6    | 7       | 13     |
| 6      | Alen Chicco          | Somewhere out there  | 5    | 5       | 10     |
| 7      | Kristina Jure        | My sound of silence  | 3    | 4       | 7      |
| 8      | Gabrielius Vagelis   | Tave čia randu       | 4    | 2       | 6      |
| 9      | Viktorija Miškūnaitė | The ocean            | 2    | 3       | 5      |

8 februari 2020
| Plaats | Artiest         | Lied            | Jury | Publiek | Totaal |
| ------ | --------------- | --------------- | ---- | ------- | ------ |
| 1      | Monika Marija   | If I leave      | 12   | 10      | 22     |
| 2      | Moniqué         | Make me human   | 10   | 12      | 22     |
| 3      | Meandi          | Drip            | 8    | 6       | 14     |
| 4      | The Backs       | Fully           | 6    | 8       | 14     |
| 5      | Germanas Skoris | Chemistry       | 7    | 5       | 12     |
| 6      | Rokas Povilius  | Vilnius calling | 5    | 7       | 12     |
| 7      | Petunija        | Show ya         | 4    | 3       | 7      |
| 8      | Andy Vaic       | Why why why     | 3    | 4       | 7      |

### Finale
15 februari 2020
| Plaats | Artiest         | Lied                 | Jury | Publiek | Totaal |
| ------ | --------------- | -------------------- | ---- | ------- | ------ |
| 1      | The Roop        | On fire              | 12   | 12      | 24     |
| 2      | Moniqué         | Make me human        | 10   | 10      | 20     |
| 3      | Monika Marija   | If I leave           | 8    | 7       | 15     |
| 4      | Rūta Loop       | We came from the Sun | 7    | 6       | 13     |
| 5      | Aistė Pilvelytė | Unbreakable          | 5    | 8       | 13     |
| 6      | Meandi          | Drip                 | 6    | 3       | 9      |
| 7      | Kayra           | Alligator            | 4    | 5       | 9      |
| 8      | The Backs       | Fully                | 3    | 4       | 7      |

## In Rotterdam
Litouwen zou aantreden in de eerste halve finale op dinsdag 12 mei. Het Eurovisiesongfestival 2020 werd evenwel geannuleerd vanwege de COVID-19-pandemie.
1994 · 1995-1998 · 1999 · 2000 · 2001 · 2002 · 2003 · 2004 · 2005 · 2006 · 2007 · 2008 · 2009 · 2010 · 2011 · 2012 · 2013 · 2014 · 2015 · 2016 · 2017 · 2018 · 2019 · 2020 · 2021 · 2022 · 2023 · 2024 · 2025
Albanië · Armenië · Australië · Azerbeidzjan · België · Bulgarije · Cyprus · Denemarken · Duitsland · Estland · Finland · Frankrijk · Georgië · Griekenland · Ierland · IJsland · Israël · Italië · Kroatië · Letland · Litouwen · Malta · Moldavië · Nederland · Noord-Macedonië · Noorwegen · Oekraïne · Oostenrijk · Polen · Portugal · Roemenië · Rusland · San Marino · Servië · Slovenië · Spanje · Tsjechië · Verenigd Koninkrijk · Wit-Rusland · Zweden · Zwitserland